# Осипов, Василий Иванович (1912)
Василий Иванович Осипов (1912—1944) — красноармеец Рабоче-крестьянской Красной Армии, участник Великой Отечественной войны, Герой Советского Союза (1943).

## Биография

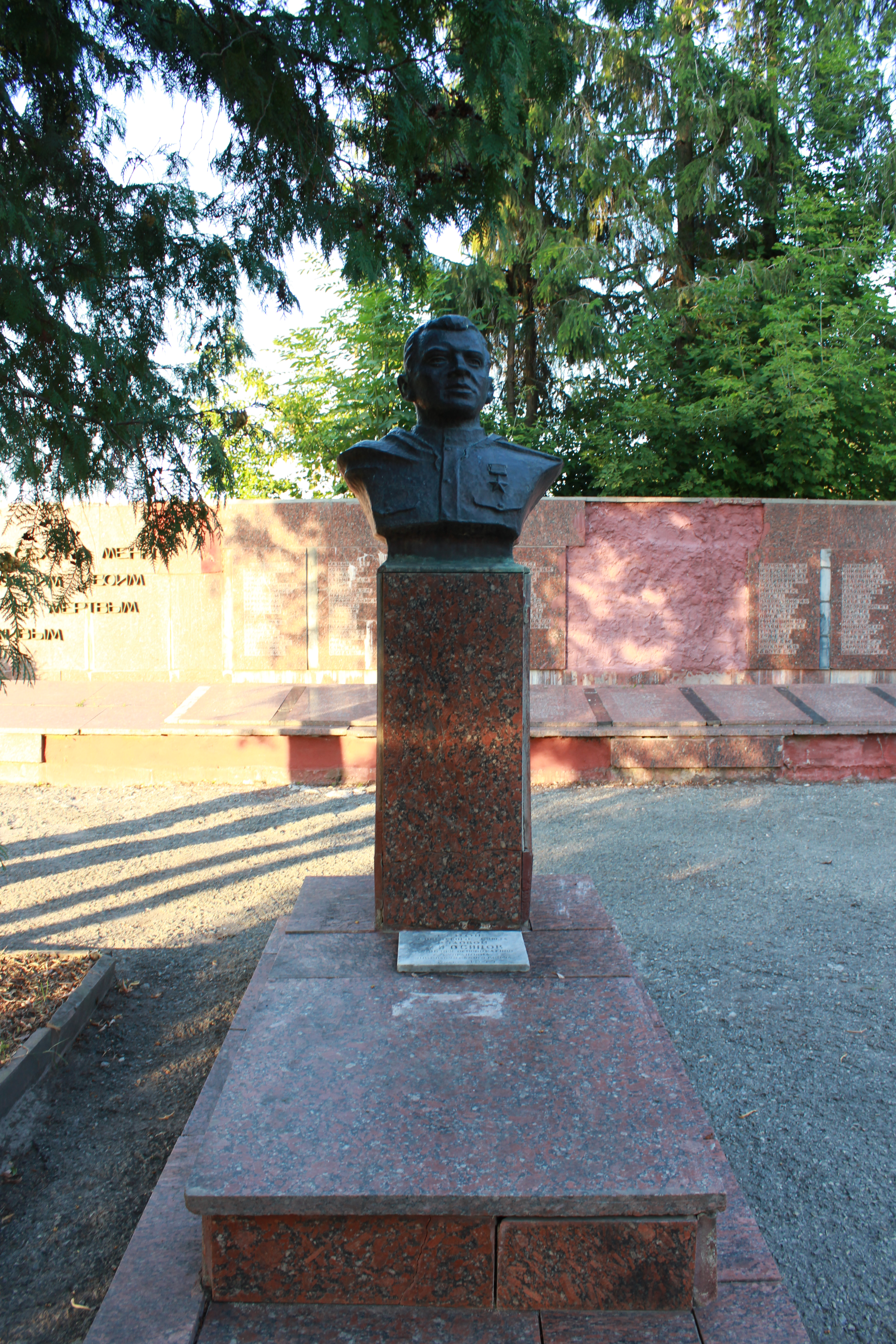
Могила Осипова.

Василий Осипов родился в 1912 году в деревне Неялово (ныне — Пестречинский район Татарстана). После окончания начальной школы работал сначала в собственном хозяйстве, позднее поваром в Казани. В 1942 году Осипов был призван на службу в Рабоче-крестьянскую Красную Армию. С того же года — на фронтах Великой Отечественной войны.
К сентябрю 1943 года красноармеец Василий Осипов был стрелком 310-го стрелкового полка 8-й стрелковой дивизии 15-го стрелкового корпуса 13-й армии Центрального фронта. Отличился во время битвы за Днепр. 22 сентября 1943 года Осипов в составе передовой группы переправился через Днепр в районе села Навозы (ныне — Днепровское Черниговского района Черниговской области Украины) и принял активное участие в боях за захват и удержание плацдарма на его западном берегу, отразив большое количество немецких контратак, зачастую переходивших в рукопашные схватки, и продержавшись до переправы основных сил. Осипов самостоятельно соорудил плот и под вражеским обстрелом переправил на нем полевую кухню, после чего нашёл и накормил уцелевших бойцов 310-го уцелевшего полка.
Указом Президиума Верховного Совета СССР от 16 октября 1943 года за «успешное форсирование реки Днепр севернее Киева, прочное закрепление плацдарма на западном берегу реки Днепр и проявленные при этом отвагу и геройство» красноармеец Василий Осипов был удостоен высокого звания Героя Советского Союза с вручением ордена Ленина и медали «Золотая Звезда».
8 марта 1944 года Осипов погиб (застрелен немецким снайпером во дворе местного жителя) в селе Супрановка Подволочисского района. Сначала похоронен в Супрановке, позднее перезахоронен в посёлке Подволочиск. На могиле установлен памятник — постамент с бюстом Осипова. 23 марта 1974 могилу посетила мать Осипова Анисия Сидоровна.
В честь Осипова названа улица в селе Большие Бутырки Пестречинского района, установлен его бюст в Пестрецах.